# Fidelia-Isthmus
Der Fidelia-Isthmus ist ein Isthmus, der die Laurens-Halbinsel mit der übrigen Landmasse der Insel Heard im australischen Außengebiet Heard und McDonaldinseln im südlichen Indischen Ozean verbindet. Auf ihm ragt der Mount Aubert de la Rue auf.
Namensgeberin ist Fidelia Heard, Ehefrau von John Heard, der als Kapitän des Handelsschiffs Oriental am 25. November 1853 die Insel Heard entdeckte. Fidelia Heard fertigte die ersten bekannten Zeichnungen der Insel an.